# Симеон Гугуловски
Симеон Гугуловски или Гугулоски (на македонска литературна норма: Симеон Гугуловски, Гугулоски) е оперен и народен певец от Република Македония.

## Биография
Симеон Гугуловски е роден през 1941 година в Солун, Гърция, в семейство на галичани печалбари. Основно образование завършва в Скопие. Учи в средното музикално училище и за да се издържа, пее в скопската кръчма „Кермес“. След завършването на третата си година в училището заминава за Любляна, където завършва „Пеене“ с отличие при Ксения Новшак – Ховшка. Завършва Педагогическата академия в Любляна, като успоредно с това работи в училището за деца със специални потребности „Янез Левц“. Учи и пеене в Музикалната академия на Любляна в класа на професорката Ондина Ота – Класинц.
След завършване на образованието си започва работа в Словенския народен театър като солист. Пее както народни песни, така и опери на сцените в Югославия, България, Чехия, Италия, Германия, Полша, Словакия. Умира в София на 13 август 1995 година.

### Семейство
Женен е за Плиска Манасиева, македонска българка, осъждана на затвор заради открито изразяване на българската си националност. Има 2 деца – Ружица и Гоце.